# Sporting de Gijón B
Real Sporting de Gijon B är fotbollslaget Sporting Gijons reservlag. De spelar sina hemmamatcher i staden Gijon i Spanien. Real Sporting de Gijon B spelar i den spanska ligans Segunda Division B: grupp 1 (2012-2013) medan Real Sporting de Gijon spelar i Segunda Division (2012-2013). I Spanien kan laget inte avancera högre upp i seriesystemet på grund av spanska ligasystemets regler som säger att reservlaget inte får spela i samma liga som A-laget. David Villa, senare i FC Barcelona, har spelat i Real Sporting de Gijon B och Real Sporting de Gijon. Real Sporting de Gijon B använder likadana matchställ som A-laget.

## Historia
2006/2007 låg Sporting de Gijon B i ligan Tercera Division. Laget slutade på en 4:e plats med 71 poäng. Följande år (2007/2008) gick det bättre och man slutade 2:a med 72 poäng bakom Real Oviedo på 85 poäng och flyttades därmed upp till Segunda Division 2. 2008/2009 kom de på 16:e plats med 45 poäng. 2009/2010 hamnade Sporting de Gijón B på 12:e plats med 47 poäng.